# Nikolaj Rjaboesjinski

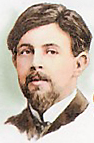
Nilkolaj Rjaboesjinski

Nikolaj Pavlovitsj Rjaboesjinski (Russisch: Николай Павлович Рябушинский, Moskou, 12 mei 1877 -  Nice, 1951) was een Russische uitgever, illustrator, kunstschilder en kunstmecenas.
Rjaboesjinski werd geboren in een rijke familie van handelaars en bankiers. Hij volgde geen formele artistieke opleiding maar ondernam wel verschillende buitenlandse reizen. Van 1906 tot 1909 was hij uitgever en redacteur van het symbolistische tijdschrift Zolotoje Roeno (Het Gulden Vlies). Hij verzorgde ook illustraties voor dit tijdschrift. Daarnaast organiseerde en financierde hij verschillende tentoonstellingen: De Blauwe Roos (Moskou, 1907), Het Gulden Vlies (Moskou, 1908, 1909 en 1910) en Kunstwereld (Moskou, 1912). Bij bevriende kunstschilders bestelde hij portretten van beroemde Russische schrijvers. Rjaboesjinski schilderde ook zelf en kreeg hiervoor raadgevingen van Sergej Vinogradov.

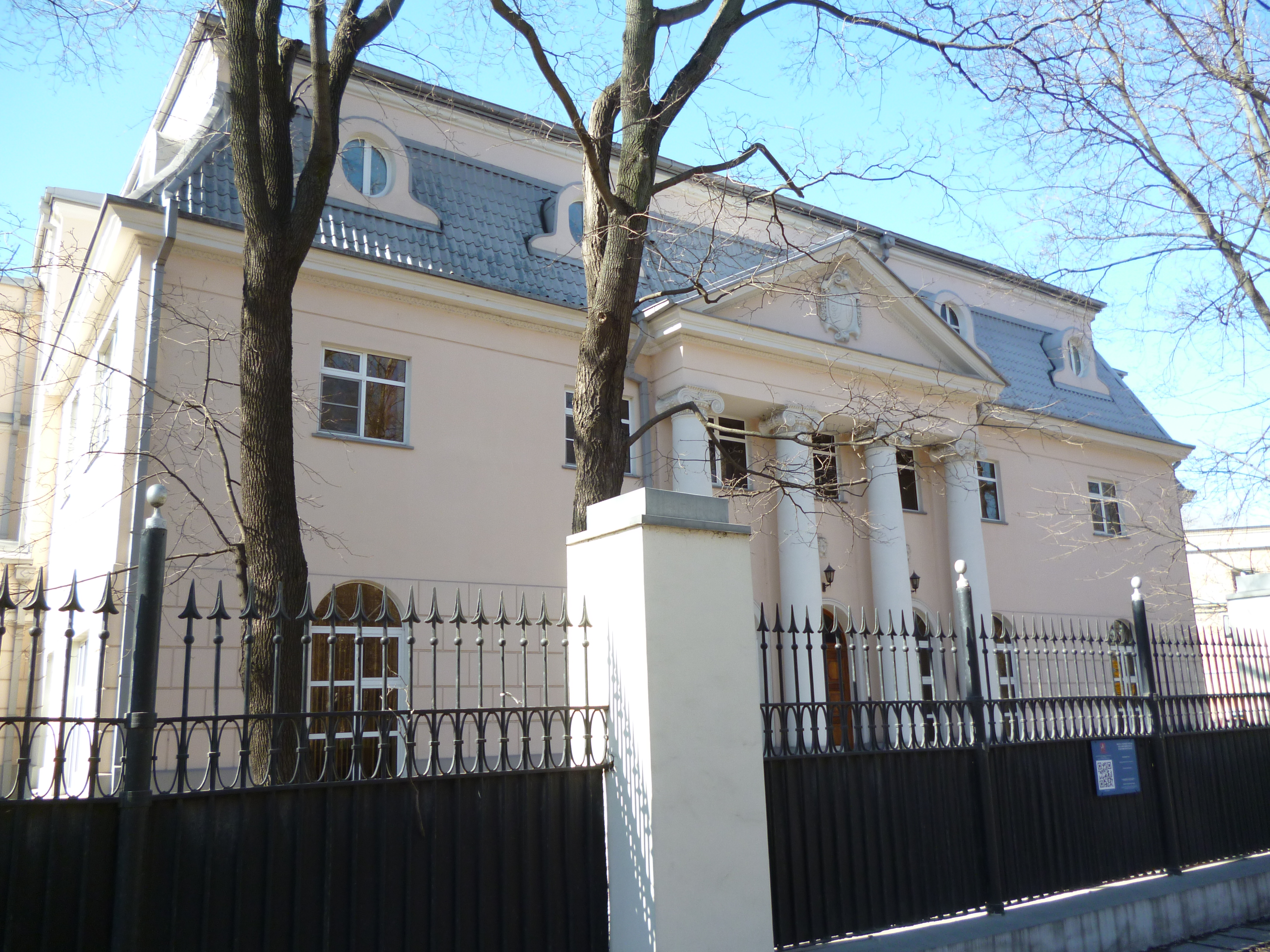
Villa De Zwarte Zwaan in Moskou

In 1914, na een brand in zijn Moskovitische woning De Zwarte Zwaan in het Petrovskipark, reisde hij naar Parijs. In 1916 bezocht hij New York. Tussen 1917 en 1922 woonde hij in Sint-Petersburg om zich daarna in Frankrijk te vestigen. In Nice baatte hij een antiekwinkel met de naam La Rose bleue uit.